# Friedrich von Pösl
Friedrich von Pösl (* 1. September 1806 in Landshut; † 27. Juli 1876 in Puchheim) war ein deutscher Kirchenhistoriker.

## Leben
Friedrich von Pösl wurde am 1. September 1806 in Landshut in Bayern geboren und am 13. März 1829 zum Priester geweiht. Als Nächstes war er Professor im Seminar in Passau. Darauf trat er in den Orden der Redemptoristen ein und war Prediger als auch Seelsorger in Österreich, Bayern, Amerika sowie Norddeutschland. In Letztgenanntem war von Pösl Rektor eines Noviziats wie auch Rektor in Trier. In den Jahren 1836 bis 1843 redigierte er zudem die Blätter zur Erbauung und Belehrung in Passau. Von Pösl hatte unter anderem auch eine Biografie des Klemens Maria Hofbauer verfasst. Friedrich von Pösl verstarb am 27. Juli 1876 in Puchheim.

## Werke
- Ist Papst Liberius in eine Häresie verfallen? (1829)
- Über den Nutzen der Kirchengeschichte (1834)
- Synopsis juris ecclesiastici ad normam Mauri Schenkl (1834)
- Leben der heiligen Theresia von Jesu, Stifterin des Barfüsser-Carmeliten-Ordens (1847)